# Ismaël Diomandé
Ismaël Diomandé (Costa do Marfim, 28 de agosto de 1992), é um futebolista Marfinense que atua como meia. Atualmente, joga pelo Fotbal Club Petrolul Ploiești.

## Carreira
Ismaël Diomandé representou o elenco da Seleção Marfinense de Futebol no Campeonato Africano das Nações de 2015.

## Títulos
Saint-Étienne
- Copa da Liga Francesa: 2012–13
- Costa do Marfim

- Campeonato Africano das Nações: 2015